# Condottiere

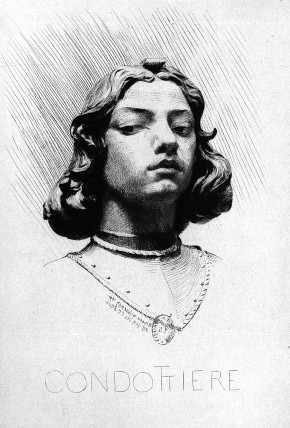
Condottiere par Jean-Désiré Ringel d'Illzach.

Apparu en Italie au Moyen Âge, un condottiere ou condottière (au pluriel condottieri ; condottieres, condottières en français ; de l'italien condotta, contrat de louage), ou capitano di ventura, est un chef d'armée de mercenaires. Il est de fait le chef de compagnies d'hommes d'armes.

## Histoire
Soldat régulier démobilisé, mais surtout noble en mal de gloire, formé à l'art du combat et disposant de l'argent nécessaire pour équiper les soldats, le condottiere met son art de la guerre au service d'États. Ses services sont généralement rémunérés en espèces (condotta), et parfois en terres et titres. Certains se distinguent pour leur propre compte en se taillant des fiefs avec le gain de leurs victoires. D'autres vendent au plus offrant leur courage et leur habileté dans le maniement des armes sans réussir à prendre des possessions territoriales.
Les cavaliers catalans de la Grande Compagnie catalane (1302 – 1388) sont les premiers condottieres à se lancer dans la conquête méditerranéenne, sans doute inspirés par les projets des rois normands de Sicile partis au XIe siècle à l'assaut de l'Empire byzantin, puis de la Terre sainte.
Au début du XIIIe siècle en Italie, les conflits entre les communes se succèdent. Pour éviter une mobilisation générale coûteuse en hommes et en matériels, un arrangement est généralement trouvé entre des unités combattantes privées moyennant finances. Les dirigeants des villes ont d'abord recours au scutagium, argent de la protection ou somme nécessaire pour armer un soldat, au lieu de recruter une armée féodale. S'il est moins risqué d'engager des mercenaires venus d'ailleurs, quand la guerre se termine ou qu'il n'y a plus d'argent, ces combattants, souvent regroupés en compagnies d'hommes d'armes se retrouvent désœuvrées et louent leurs services au plus offrant. Ils constituent alors des compagnies libres de combattants qui s'offrent à un chef et participent aux guerres locales et privées. Progressivement, ces compagnies réclament un contrat d'embauche très détaillé, le conduit ou condotta.
Les bandes armées de soldats mercenaires se multiplient ainsi pendant la première moitié du XIVe siècle du fait de nombreux soldats demeurés inemployés trop longtemps. Les condotta, nom donné à ces groupes de soldats mercenaires réunis autour d'un condottiere, sont d'abord des associations temporaires d'aventuriers, puis des contingents utilisés pendant des contrats de longue durée, de quatre à sept ans renouvelables, par une commune ou un seigneur, et enfin de grandes compagnies fondées sur un dispositif juridique et des institutions propres. Nombre de ces « condottieri » sont des stratèges qui introduisent un art nouveau de la guerre autant dans la guerre de mouvement que dans la guerre de siège. Ils utilisent manuels de tactiques, cartes et plans, voire maquettes en relief, imposant la poliorcétique comme un art majeur. L'utilisation de l'artillerie modifie définitivement l'économie de la guerre.
Au XVe siècle, de nombreux seigneurs à la tête de modestes territoires et aux revenus modestes, notamment en Émilie-Romagne, se mettent à la disposition d'un grand seigneur pour ne pas disparaître. La condotta leur permet de fidéliser des alliés, de leur procurer une certaine aisance financière, d'expurger leur violence en dehors de la ville et d'obtenir le respect envers le chef de guerre. Elle procure des revenus fixes pendant plusieurs années en favorisant l'allégeance des sujets. Pour certains états comme Urbino, qui avaient peu d'industries ou de ressources locales, la condotta du souverain était la principale source de revenus.
À la suite des combats engagés sur le front oriental par de nombreux condottieres italiens, ceux-ci modifient considérablement leur tactique. La guerre de mouvement et la mobilité des compagnies d'armes deviennent prépondérantes. Ils engagent des archers à cheval qui sont très redoutés en Italie.
Les papes préfèrent souvent choisir leurs condottieres dans leur propre famille. Le XVe siècle et les premières décennies du siècle suivant voient le temps des neveux condottieres. De nombreux historiens considèrent Jean de Médicis (1498-1526), dit Jean des Bandes Noires, capitaine au service de la papauté, comme le dernier grand condottiere italien.
Dans la seconde moitié du XVe siècle, certains grands condottieres, notamment ceux au service de la république de Venise, emploient des estradiots, mercenaires des Balkans. Leur support, notamment dans les guerres fluviales, devint indispensable et marque une étape décisive dans le déroulement des guerres de la fin du Moyen Âge. Certains de leurs capitaines comme Mercurio Bua, vont former de véritables condotta et sont considérés comme des condottiere. Ils s'illustrèrent notamment pendant les guerres d'Italie, au service des différents protagonistes.

## Disparition
Les guerres d'Italie qui débutent par l'arrivée des troupes françaises conduites par Charles VIII dans la Péninsule en 1494, marquent un tournant décisif qui défavorise les entreprises solitaires des capitaines d'aventures. L'arrivée à la fin du XVe siècle des stradiotes balkaniques, cavaliers légèrement équipés, armés d'arcs puis d'arbalètes, sujets de l'empire vénitien, bouleverse les méthodes de combat et met un terme à la brutalité exterminatrice. Quand Charles Quint domine l'Europe et engage des combattants professionnels pendant une longue durée qui ne se préoccupent pas des affaires politiques de leurs employeurs, la mentalité des gens de guerre évolue. Peu à peu, l'internationalisation des armées régionales met fin à la glorieuse époque des condottieri qui ne jouent plus les premiers rôles en Italie. Ils sont remplacés par des officiers prenant le commandement d'hommes de troupe salariés par les gouvernements. Les compagnies indépendantes sont marginalisées au profit d'armées de métier permanentes, celles des connétables à contrat. Déjà en 1467, Colleoni dispose de 15 000 fantassins sous les ordres de 36 connétables a provisione. En 1508, le sénat vénitien réorganise la défense de son territoire et installe une armée nationale composée, pour la première fois, de sujets vénitiens .
Les condottieres disparaissent dans les dernières décennies du XVIe siècle. Les historiens l'expliquent aussi par la domination espagnole sur la Péninsule, l'apparition d'Etats plus structurés ou bien encore la mise en place de la Contre-Réforme. Nicolas Machiavel, François Guichardin et Paolo Giovio ont multiplié les critiques face aux condottiere jugés responsables de cette mainmise étrangère sur l'Italie et de sa décadence.

## Organisation
D'après leur condotta (traduction en langue française engagement, d'après le Larousse ou troupe conduite, commandée, d'après le Trésor de la langue française), le condottiere doit fournir soldats, matériel militaire et commandement. Les condottieres se multiplient à la faveur de la lutte entre guelfes et gibelins. Bien souvent, leur puissance devient telle qu'ils peuvent prendre le contrôle de la ville qu'ils servent.
Les contrats qui lient la condotta au donneur d'ordre peuvent être des contrats fermes, da fermo, qui précisent la durée et le montant des salaires, ou des contrats de mise à disposition, a rispetto ou aspetto, qui l'oblige à rester disponible en temps de paix pour répondre à toute demande urgente.
Les condottieres s'épargnent mutuellement : tandis qu'ils rançonnent les habitants des pays vaincus et réclament des sommes importantes pour prix de leurs services, ils se renvoient généralement leurs prisonniers sans rançon. Le profit financier est leur préoccupation majeure ce qui les pousse à engendrer ou à prolonger les conflits, et qui constitue une des causes principales des innombrables conflits que connut l'Italie médiévale.
Les hommes enrôlés dans les compagnies sont généralement loyaux, à l'inverse de leur chef, mais uniquement envers leur unité.

## Princes condottieres

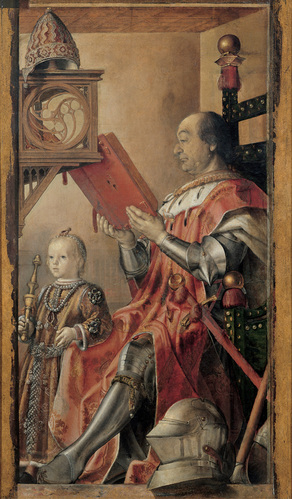
Frédéric et Guidobaldo da Montefeltro par Pedro Berruguete ; on distingue la filiation en majesté, le combattant en armure avec la Jarretière et le lettré avec son livre.

Les héritiers de très anciens lignages aristocratiques se retrouvent parmi ces capitaines d'aventure. Généralement parvenus au pouvoir en monopolisant les charges de la Commune italienne, mais dans de petits Etats à proximité de puissants voisins comme Venise, Milan ou Florence, ces capitaines mirent leur épée au service de ceux-ci. Parfois même, un condottiere parvint à s'emparer d'un Etat puissant, comme Francesco Sforza à Milan.
A Mantoue et à Ferrare, les seigneurs sont issus de vieilles familles aristocratiques et ont acquis leur pouvoir au gré des luttes politiques entre guelfes et gibelins qui ont agité la Lombardie au XIIIe siècle. Les Este et les Gonzague sont des seigneurs avant d'être des condottieres. Ils mettent leur épée au service de plus puissants qu'eux pour renflouer les finances de leurs petites seigneuries et les protéger des luttes politico-militaires que connait alors l'Italie. Ils doivent notamment contrer les visées expansionnistes de Milan et de Venise. Par ailleurs princes fastueux, ils attirent à leurs cours les plus grands humanistes et artistes.
A Rimini et Urbino, les respectivement Malatesta et Montefeltro sont des princes combattants, dotés de minuscules états, qui offrent leur épée au service du plus offrant. Si Frédéric III de Montefeltro est un prince éclairé et un gentilhomme dans le sens le plus pur de l'humanisme naissant, Sigismond Malatesta est un tyran sanguinaire et un prince de la démesure qui fit bâtir un temple à sa mémoire à la manière d'un empereur romain. Les deux cités sont distantes d'une trentaine de kilomètres, abritent deux condottieres humanistes, amoureux des arts et de la beauté, tous deux bâtards de seigneurs peu fortunés et qui ont hérité le métier de condottiere de leurs ancêtres.
Ces princes ont une culture avant tout chevaleresque. Ils élèvent leurs enfants dans l'apprentissage de la guerre. Ils nouent des liens matrimoniaux avec l'aristocratie du nord de l'Europe avec qui ils partagent un engouement pour la légende du roi Arthur. Ainsi les Este prétendent descendre d'un chevalier de la Table ronde. Les joutes, les tournois et la chasse figurent parmi leurs loisirs préférés. La guerre est pour eux un mode de vie et une source de prestige. Ils y trouvent la légitimation d'un pouvoir souvent acquis par la force ou la ruse. L'argent que leur procurent les condotte leur permet de promouvoir leur image de princes très chrétiens et de souverains éclairés en fondant des églises et des couvents, en commandant des peintures religieuses. Ces symboles religieux seront ensuite remplacés par des portraits, des médailles et des références à l'Antiquité classique, l'humanisme, qui émerge à la Renaissance, leur offrant des modèles de guerriers parvenus au pouvoir par la seule vertu de leur courage.
Ces guerriers doivent souvent se mettre au service du même prince malgré leurs oppositions même si au fil du temps, des liens matrimoniaux les ont souvent rapprochés.
Au XVe siècle, treize familles ont fourni 60% des capitaines des 170 condottieri recensés, dont les Orsini, les Colonna, les Gonzaga, les Este, les Sforza de Milan, les Montefeltro d'Urbino et les Malatesta de Rimini sont les plus célèbres.

## Formation du condottiere
Il était indispensable pour un prince et pour ceux qui souhaitaient le servir, d'être formé aux armes et à l'équitation. Les jeunes princes étaient généralement envoyés dans d'autres cours, ou auprès de condottieri célèbres, pour apprendre leur art, lequel s'exerçait lors de chasses, de tournois ou de concours sportifs.

## Financement
Les expéditions coûtent cher et sont financées par les banquiers italiens. Il faut payer les soldats, acheter des alliances politiques et soudoyer les mercenaires du camp adverse toujours prompt à se mutiner. Il est dans ces conditions impossible de mener des guerres sans merci en toute indépendance, chose impensable dans les autres royaumes européens.
Au XVe siècle, les condottieri devenus seigneurs laissent la place aux armées de métiers. Les guerres nécessitent de plus en plus d'investissements que seuls les Etats peuvent assumer. Par exemple, dans son journal, le sénateur Marino Sanudo estime que pour les années 1424-1437, le conflit opposant les ducs de Milan et les doges de Venise a coûté 7 millions de ducats, soit environ 25 tonnes d'or. Dès 1473, le duc de Milan doit surmonter de multiples difficultés pour organiser la mise en place de batteries d'artillerie qui sont devenues indispensables. Le transport des armes à feu lourdes et encombrantes nécessite mille charrettes à deux roues, avec deux chevaux chacune, pour fournir les armes à feu individuelles destinées à un millier d'hommes. Pour quelques dizaines de bombardes, il faut 227 chariots et 552 paires de bœufs; pour 5 gros canons et les boulets, 95 chariots et 100 paires de bœufs, enfin, pour escorter les convois et les protéger, 500 arbalétriers doivent être requis.

## Bibliothèques

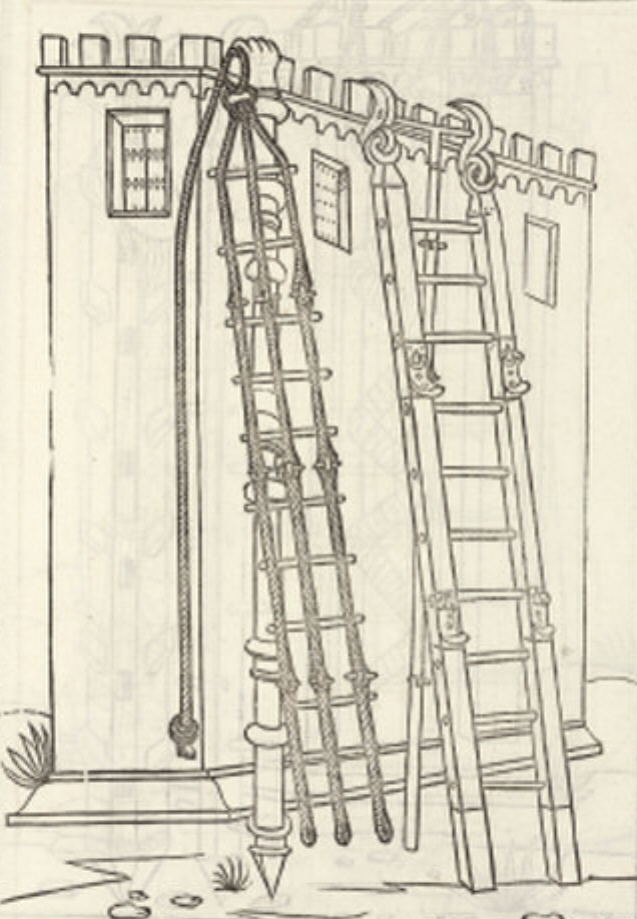
Extrait de De Re Militari.

Par leurs fortunes vite acquises, les condottieres font partie, au sein de la société italienne des XIVe et XVe siècles, des rares privilégiés à pouvoir acquérir des livres et protéger des auteurs. Ils possèdent naturellement des traités militaires. Le plus souvent cité est le De re militari de Roberto Valturio, composé à Rimini pour Sigismond Malatesta et rapidement édité. Ils sont aussi séduits par le Trattato di architectura civile e militare de Francesco di Giorgio Martini, écrit en l'honneur de Frédéric de Montefeltro, pour son aspect pratique et ses nombreux dessins de machines militaires et de fortifications.
Leurs collections comprennent aussi des textes des auteurs militaires de l'Antiquité comme Végèce et Frontin, parfois réunis en une seule édition. Ceux de César sont le plus souvent traduits en langue vulgaire car tous les capitaines n'entendent pas parfaitement le latin.
La bibliothèque du condottiere prend de l'importance et se fait plus variée avec le développement de l'imprimerie. Les traités militaires, d'architecture, de fortification, de balistique et de géométrie côtoient les ouvrages de rhétorique et d'éloquence nécessaires pour commander les troupes, ainsi que les livres d'histoire antique et moderne qui leur fournissent des exemples.
La bibliothèque fait partie de l'appareil idéologique voué à éblouir et à convaincre le peuple et les lettrés. Offrir une bibliothèque à ses sujets fait partie de l'œuvre d'évergétisme. Ainsi, en dépit de ses moyens modestes, Domenico Malatesta Novello de Cesena, le frère du seigneur de Rimini, Sigismondo Mlatesta, fit édifier l'une des plus belles bibliothèques de la Renaissance.
À Rimini, Carlo Malatesta laisse en 1429 une somme d'argent pour fonder une bibliothèque. Au milieu du XVe siècle, Sigismond charge l'humaniste Roberto Valurio de s'en occuper. Ce dernier l'accroit considérablement et lui lègue ses propres livres en 1475. Elle est reconstruite en 1490 sous Pandolfo IV. Elle contient alors 300 volumes. L'ensemble est détruit et les manuscrits sont dispersés avec la fin de la dynastie au début du XVIe siècle.
Galeazzo Visconti installe une remarquable bibliothèque dans son château de Pavie, qui est enrichie par ses successeurs, dont notamment Francesco Sforza. Celle de Frédéric de Montefeltro, le plus humaniste des princes condottiere de la Renaissance constitue la plus importante collection de manuscrits de l'époque.

## Postérité
Des écrivains de la Renaissance comme Leone Battista Alberti dans Momus ou le Prince et Machiavel dans Le Prince, ont puisé dans la vie de ces condottieres, donnée en exemple, les éléments constitutifs d'une philosophie politique du gouvernement de la cité et de l'élévation de l'âme par les arts et l'amour. Ils définissent les moyens de prendre le pouvoir et de le conserver, mais surtout les modalités pour devenir une autorité reconnue, notamment en cultivant les muses. Pour ces écrivains, l'amoralité n'est pas un obstacle à l'action, la politique est le lieu par excellence de l'expression des conflits d'intérêts divergents résolus par la violence.
Jacob Burckhard a cherché les causes du déclin de la civilisation de la Renaissance en Italie dans l'ambition effrénée et le souci de la gloire démesurée de ses princes. Frédéric Nietzsche voit dans la Renaissance l'un de ces temps hauts de l'humanité où l'individu acquiert toute sa puissance. Un homme qui se façonne dans un débordement d'énergie et une volonté de puissance que des artistes comme Donatello et Verrocchio ont su si bien traduire dans les statues équestres du Gattamelata et du Colleoni, mais cet individu ne résiste pas à la poussée de l'histoire.
Dans le récit national italien, les condottieri évoquent une image de vaillance, de panache et de rayonnement de la Renaissance italienne.
C'est sur cette image que Mussolini tenta de capitaliser lorsque l'Italie fasciste se lança dans une course aux armements navals qui visait à contester la supériorité navale en Méditerranée aux français et aux britanniques en lançant une série de croiseurs rapides, la classe Condottieri, unités navales nommées d'après les condottieri les plus fameux : Alberico da Barbiano, Giovanni delle bande nere , Alberto Da Giussano , Bartolomeo Colleoni... Performants mais dépourvus de radars et victimes des errements de la doctrine navale italienne, leur carrière ne fut généralement pas à la hauteur de leurs illustres référents.
Le mot de condottiere est également passé à la posterité, en dehors même des frontières italiennes, pour être accolé au nom d'un chef d'entreprise italien au succès proéminent : ainsi, Enrico Mattei, charismatique patron de l'entreprise pétrolière d'État E.N.I., qui s'attaqua au monopole des sept compagnies pétrolières multinationales et périt dans le sabotage de son avion d'affaires, était souvent désigna comme le "condottiere du pétrole" par la presse internationale.
Le jeu de société Citadelles utilise également le terme « condottiere » pour désigner un des 6 personnages. Dans le jeu, ce personnage est caractérisé par des fonctions militaires.

## Condottieri célèbres

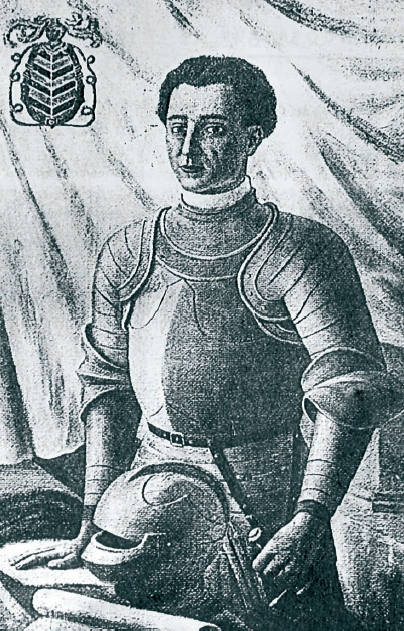
Angelo Tartaglia (1350-1421), seigneur de Lavello et Toscanella.

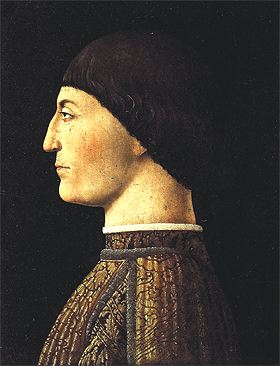
Sigismond Malatesta (1417-1468), seigneur de Rimini, par Piero della Francesca.

### XIIIesiècle
- Malatesta da Verucchio (1212-1312), fondateur de la dynastie Malatesta, maître de Rimini en 1295
- Ubertino Landi (v. 1220-v. 1298), seigneur de Bardi, il régna sur Plaisance.
- Gianciotto Malatesta, de son vrai nom Giovanni Malatesta, dit aussi « Gianne lo sciancato » (Le Boiteux) (v. 1240/1244 - 1304)
- Roger de Flor (v. 1266-1305)
- Castruccio Castracani (1281-1328)
- Obert II Pallavicino (v. 1197-1269)

### XIVesiècle
- Sambucuccio d'Alando (? - 1370) chef politico-militaire corse. Il est allié à la république de Gênes lors de la révolte anti-féodale de Corse de 1357.
- Dalmau de Banyuls (v. 1271-1345)
- Cangrande della Scala (1291-1329)
- Brancaleone da Norcia (1298-????), seigneur d'Aurocastro
- Gautier VI de Brienne (1302-1356)
- Werner von Urslingen (v. 1308-1354)
- Gil Alvarez Carrillo de Albornoz (1310-1357)
- Konrad von Landau (?- 1363)
- Luchino dal Verme (v. 1320-1372)
- Sir John Hawkwood (Giovanni Acuto, v. 1320-1394)
- Arrigo della Rocca (? - 1401), seigneur corse allié à la Couronne d'Aragon ; ayant participé à des campagnes en Sardaigne.
- Michelozzo ou Michelotto Michelotti (1322-1375) père des Michelotti de Pérouse ci-dessous
- Alberico da Barbiano (1344-1409), organisa la Compagnie de Saint-Georges pour lutter contre les Français ; Donatello lui a érigé une statue équestre à Padoue
- Angelo Broglio (1350-1421), connu sous le nom de « Tartaglia »
- Jacopo Dal Verme (1350-1409)
- Guidoriccio da Fogliano, mort en 1352, qui devint capitaine de l'armée siennoise et dont la victoire sur Montemassi en 1328 fut représentée sur une fresque de Simone Martini au Palazzo Pubblico de Sienne

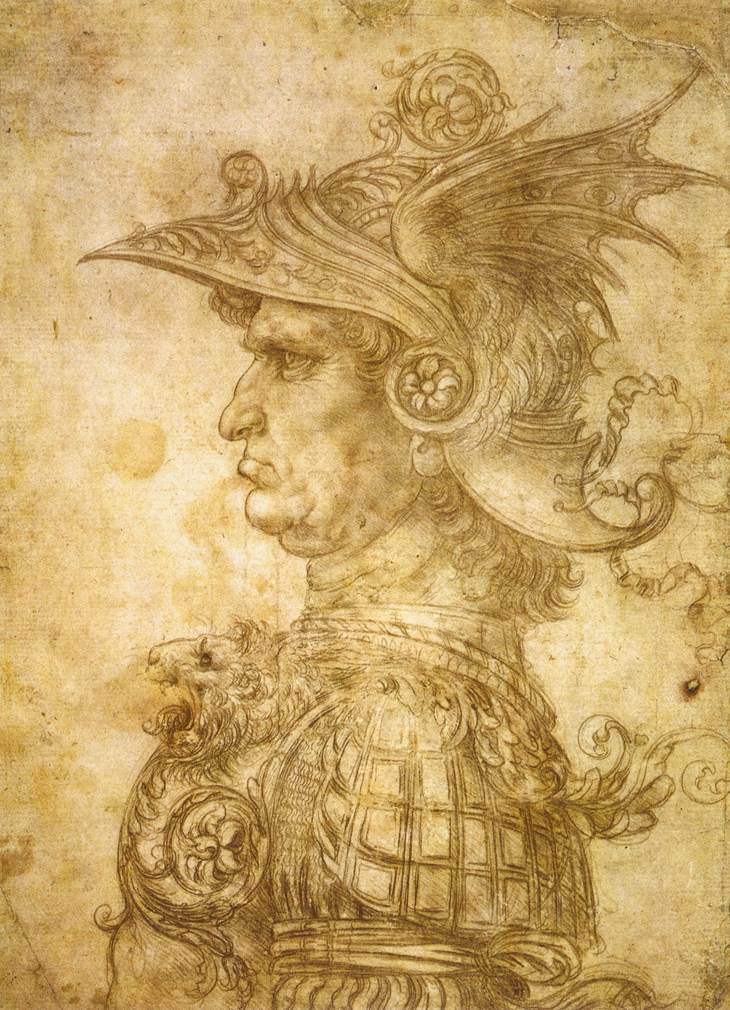
Léonard de Vinci Le Condottiere, v. 1475.

- Biordo Michelotti (1352-assassiné en 1398) seigneur de Pérouse
- Ceccolino Michelotti (1354- assassiné en 1419)
- Giovanni Ordelaffi (1355-1399)
- Sighinolfo Michelotti (1356-1399)
- Jean Montréal du Bar (Fra Moriale) (1303-1354)
- Facino Cane de Casale (v. 1360-1412)
- Muzio Sforza (1369-1424), père de Francesco Sforza
- Andrea Fortebracci, connu sous le nom de Braccio da Montone (1368-1424)
- Othon IV de Brunswick-Grubenhagen (mort en 1399), époux de Jeanne Ire de Naples

### XVesiècle
- Muzio Attendolo, connu sous le nom de Sforza (1369-1424)
- Erasmo da Narni, connu sous le nom de Gattamelata (1370-1443)
- Vincentello d'Istria (1380-1434), comte de Corse opposé à Gênes et ayant prêté allégeance au Royaume d'Aragon
- Guidone Michelotti (v. 1380-1419, fils de Biordo)
- Niccolò Piccinino (1380-1444)
- Lionello Michelotti (v. 1382-1440)
- Lodovico Michelotti (né vers 1382)
- Ludovico Colonna (v. 1390-1436)
- Giovanni Vitelleschi (mort en 1440)
- Francesco Bussone da Carmagnola (1390-1432)
- Micheletto Attendolo
- Scaramuccia da Forlì, en français Scaramouche de Forlì (mort en 1450)
- Bartolomeo Colleoni (1400-1475), qui passa constamment du camp de Venise à celui de Milan ; Le Verrochio lui a érigé une statue équestre à Venise
- Francesco Sforza (1401-1466)
- Nicola di Monforte, en français Nicolas de Montfort, (1415-1478), connu sous le nom de comte de Campobasso
- Sigismond Malatesta (1417-1468)

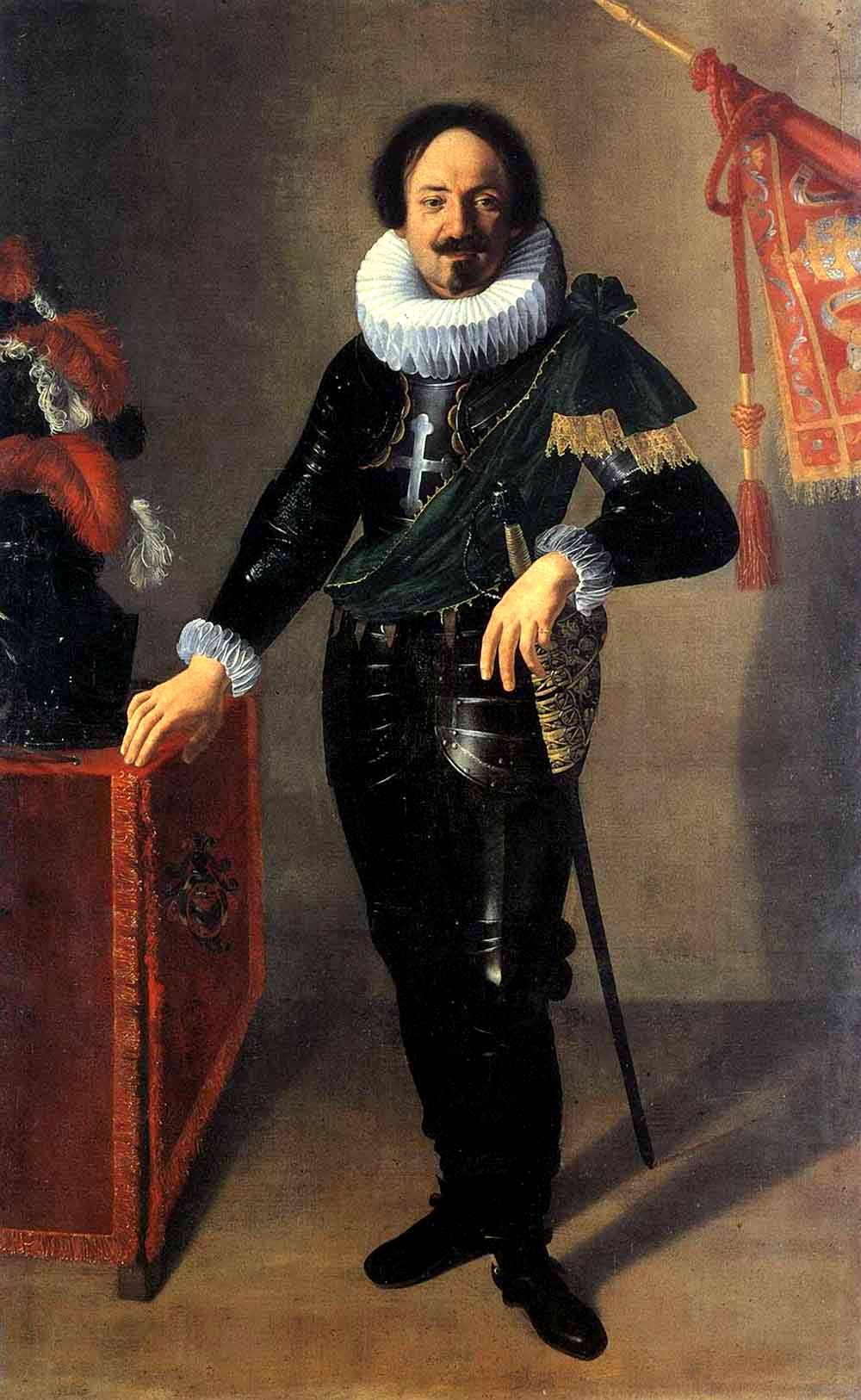
Palazzo d'Accursio, Portrait d'un gonfalonier par Artemisia Gentileschi, 1622.

- Frédéric III de Montefeltro (1422-1482)
- Gian Giacomo Trivulzio (ca 1441-1518)
- Niccolò di Pitigliano (1442-1510)
- Ludovic Sforza dit « le More », devenu duc de Milan
- Galeazzo Sanseverino (ca 1460-1525)
- Prospero Colonna (1452-1523), condottiere au service des États pontificaux et du Saint-Empire romain germanique pendant les guerres d'Italie
- Bartolomeo d'Alviano (1455-1515)
- Pietro del Monte (1457-1509)
- Vitellozzo Vitelli (1458-1502)
- Thomas Paléologue (1409-1564) qui forma une compagnie avec ses troupes, après la chute du despotat de Morée en 1460
- Andrea Doria (1466-1560) qui servit indépendamment, en fonction des gages qu'on lui promettait, deux papes, Innocent VIII et Clément VII, Ferdinand Ier de Naples, le roi de France François Ier, etc.
- François II de Mantoue, ou François Gonzague (1466-1519), marquis de Mantoue
- César Borgia (1475-1507)
- Mercurio Bua (1478-1542), ancien stradiote albanais, qui servit notamment Venise et le roi de France
- François Marie Ier della Rovere (1490-1538), duc d'Urbino

### XVIesiècle
- Scipione Ugoni (milieu XVe siècle-1513, au service de la république de Venise
- Vitello Vitelli (1480-1528)
- Jean des Bandes Noires (1498-1526), seul condottiere de la famille Médicis
- Sampiero Corso (1498-1567), condottiere corse au service du royaume de France durant une grande partie de sa carrière
- Ferdinand Gonzague, en italien Ferrante Gonzaga (1507-1557)
- Rodolfo Baglioni (1512-1554)
- Marcantonio Colonna (1535-1584)
- Raymond de Cordoue
- Angelo della Pergola
- Laurent Siscar (XVIe siècle), condottiere au service de Charles Quint

### XVIIesiècle
- Jean de Werth (1595-1652)
- Albrecht von Wallenstein (1583-1634), guerre de Trente Ans[7]